# Dan Wright
Dan Wright (nacido el 13 de septiembre de 1979) es un comediante y actor inglés conocido por ser el presentador del programa Big Cook, Little Cook con Steve Marsh de CBeebies.  Marsh y Wright forman el dúo de comedia Electric Forecast, y han hecho numerosas apariciones en televisión, como la presentación de Crazy Dummies de Sky 1 en 2007. 
El dúo también apareció en Kingdom como un par de hermanos en duelo, y en Hotel Trubble como trabajadores de demolición: el Sr. Wreck y el Sr. Ball, además de presentar el programa CBBC Space Hoppers. En febrero de 2013, Wright protagonizó el programa de bocetos CBBC Fit. Desde enero de 2014, Wright ha aparecido en 4 O'Clock Club como el Sr. Nunn, el maestro de deportes tiránicos.

## Primeros años
Wright asistió a la Escuela Europea Anglo en Ingatestone, Essex.
En octubre de 2001, Wright formó el stand up double pro Electric Forecast, con Steve Marsh, y comenzó a actuar poco después.  En agosto de 2003, actuaron en el Fringe Festival de Edimburgo de 2003. 
En febrero de 2004, comenzaron a organizar el programa CBeebies Big Cook, Little Cook juntos. Desde entonces, han presentado varios programas de televisión juntos, incluidos Space Hoppers para CBBC y Crash Test Dummies para Sky 1. También fueron presentadores invitados en Big Brother's Big Mouth, del 10 de julio al 14 de julio de 2007.

## Otros trabajos
En abril de 2007, Wright presentó el documental F *** Off, I'm Ginger como parte de la serie documental de BBC Three's Body Image. En 2010, hizo dos apariciones como invitado en el programa de televisión de CBBC, Scoop. En febrero de 2013, protagonizó Fit, un espectáculo de bocetos de CBBC, junto a Aisling Bea, William Hartley y Tala Gouveia.
En agosto de 2012, realizó su acto de pie, 'Michael Jackson Touched Me', que recibió una nominación a Mejor Espectáculo en el Festival de Comedia de Leicester en 2012. De 2012 a 2014, hizo 16 apariciones en el programa de entrevistas diurno The Wright Stuff de Channel 5. En enero de 2014, comenzó a aparecer como profesor de educación física, Sr. Nunn, en la tercera serie del CBBC show 4 O'Clock Club. En enero de 2015, regresó para la cuarta serie y regresó para la quinta, sexta y séptima serie.

## Filmografía
| Año             | Título                         | Papel                      | Notas                                                     |
| --------------- | ------------------------------ | -------------------------- | --------------------------------------------------------- |
| 2004            | El tribunal                    | Rory Carmichael            | Episodio: "Puños de Furry"                                |
| 2004–2007       | Gran cocinero pequeño cocinero | Pequeño cocinero pequeño   | 53 episodios                                              |
| 2007            | F *** Off, soy Ginger          | Presentador                | Documental                                                |
| 2007            | Muñecos de prueba              | Dummy Dan                  | 18 episodios                                              |
| 2007            | Boca grande del hermano mayor  | Copresentador              |                                                           |
| 2008            | Reino                          | Jeff Smith                 | Episodio: "2.1"                                           |
| 2008            | El pueblo que me reza          | Audiencia Ciudadana Modelo | Corto                                                     |
| 2008            | Hotel trubble                  | Mr Wreck                   | Episodio: 1.13 "Día de la demolición"                     |
| 2010            | Tolvas espaciales              | Copresentador              | 7 episodios                                               |
| 2010            | Shelfstackers                  | Roy                        | Piloto de televisión                                      |
| 2010            | Lecciones de sexo              | Presentador                | Documental                                                |
| 2010            | Cuchara                        | PC Taylor Sr. Chillie      | Episodio: "Digby & the VIking" Episodio: "The Heat Is On" |
| 2013            | Ajuste                         | Varios                     | Espectáculo infantil de dibujo.                           |
| 2014            | Archivos de las 4 en punto     | Sr. Nunn                   |                                                           |
| 2014 – presente | Club de las 4 en punto         | Sr. Nunn                   |                                                           |
| 2014 – presente | El perro se comió mi tarea     | Miembro del jurado         | 4 episodios                                               |